# Красный Яр (Северо-Казахстанская область)
Красный Яр (каз. Қызыл жар) — село в Кызылжарском районе Северо-Казахстанской области Казахстана. Входит в состав Вагулинского сельского округа. Код КАТО — 595043600.

## История
До 2013 года село входило в состав упразднённого Долматовского сельского округа.

## Население
В 1999 году население села составляло 165 человек (83 мужчины и 82 женщины). По данным переписи 2009 года в селе проживало 92 человека (50 мужчин и 42 женщины).